# Корняктув-Пулноцни
Корняктув-Пулноцни (пол. Korniaktów Północny) — село в Польщі, у гміні Білобжеґі Ланьцутського повіту Підкарпатського воєводства.
Населення — 574 особи (2011).
У 1975-1998 роках село належало до Ряшівського воєводства.

## Демографія
Демографічна структура станом на 31 березня 2011 року:
|          | Загалом | Допрацездатний вік | Працездатний вік | Постпрацездатний вік |
| -------- | ------- | ------------------ | ---------------- | -------------------- |
| Чоловіки | 302     | 83                 | 189              | 30                   |
| Жінки    | 272     | 62                 | 149              | 61                   |
| Разом    | 574     | 145                | 338              | 91                   |